# 여수여객
여수여객(麗水旅客)은 전라남도 여수시의 시내버스 업체다.

## 운행 노선

### 시내버스
시내버스 노선에는 모두 타 업체와 함께 공동 배차에 참여하고 있으며, 주로 시내 노선(10개 노선)를 비롯해 화양, 율촌·소라, 삼일, 쌍봉, 돌산방면은 광우시내, 오동운수, 동양교통과 함께 한달 간격으로 순환하면서 배차에 참여하고 있다.

### 마을버스
마을버스 노선은 200번을 단독으로 운행중이다.

## 보유 차량

#### 현대자동차
- 현대 그린시티
- 현대 뉴 슈퍼 에어로시티
- 현대 저상 뉴 슈퍼 에어로시티
- 현대 일렉시티

## 갤러리

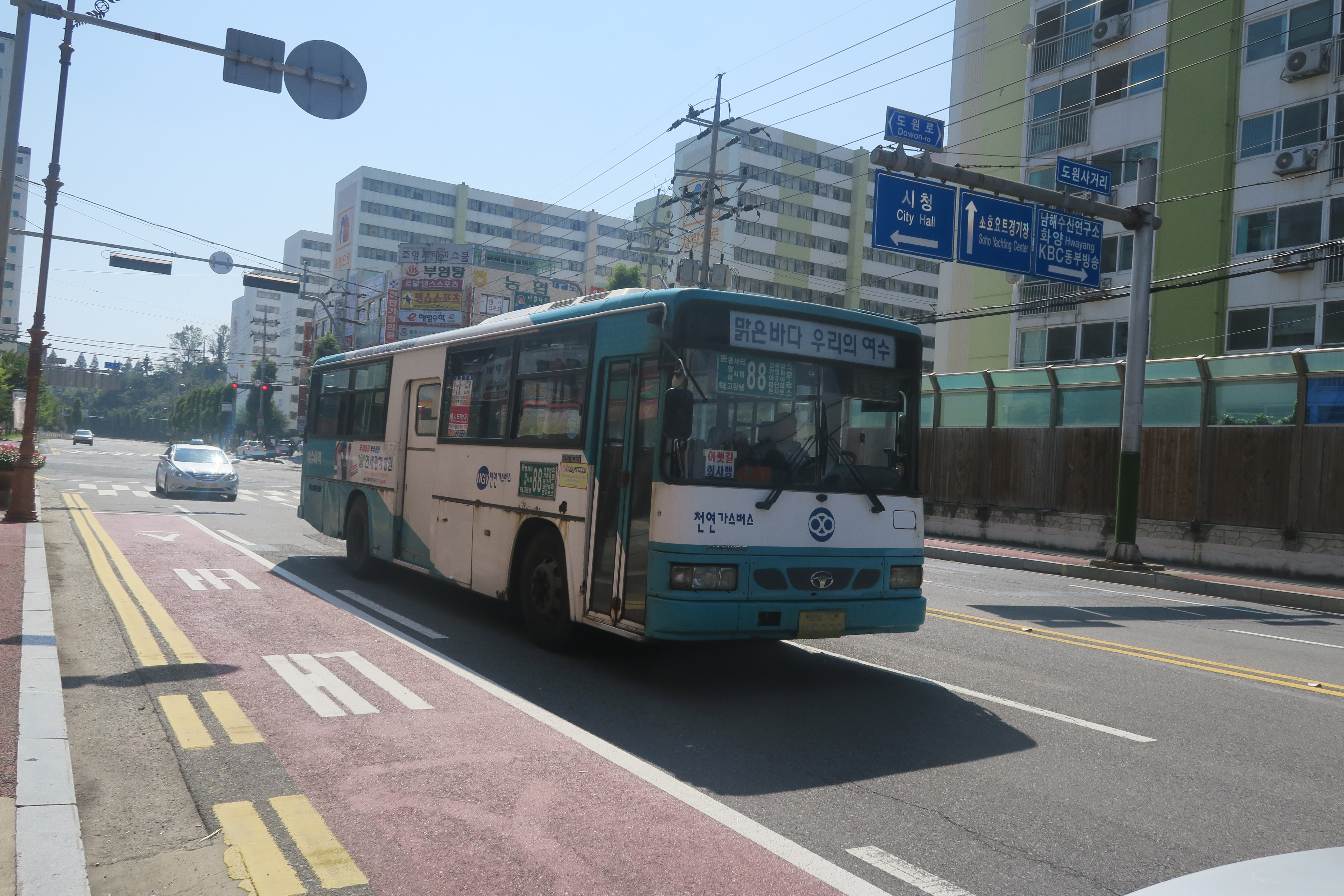
88번 BS106 (대차 전)

## 같이 보기
- 광우시내
- 동양교통
- 여천여객
- 오동운수